# Lijst van voetbalinterlands Armenië - Bosnië en Herzegovina
Deze lijst van voetbalinterlands is een overzicht van alle officiële voetbalwedstrijden tussen de nationale teams van Armenië en Bosnië en Herzegovina. De landen speelden tot op heden vier keer tegen elkaar. Het eerste duel, een kwalificatiewedstrijd voor het Wereldkampioenschap voetbal 2010, werd gespeeld in Zenica op 15 oktober 2008. De laatste ontmoeting, een kwalificatiewedstrijd voor het Europees kampioenschap voetbal 2020, vond plaats op 8 september 2019 in Jerevan.

## Wedstrijden
| № | Plaats   | Datum            | Competitie           | Wedstrijd                       | Uitslag |
| - | -------- | ---------------- | -------------------- | ------------------------------- | ------- |
| 1 | Zenica   | 15 oktober 2008  | WK 2010 kwalificatie | Bosnië en Herzegovina – Armenië | 4 – 1   |
| 2 | Jerevan  | 5 september 2009 | WK 2010 kwalificatie | Armenië – Bosnië en Herzegovina | 0 – 2   |
| 3 | Sarajevo | 23 maart 2019    | EK 2020 kwalificatie | Bosnië en Herzegovina – Armenië | 2 – 1   |
| 4 | Jerevan  | 8 september 2019 | EK 2020 kwalificatie | Armenië − Bosnië en Herzegovina | 4 − 2   |

## Samenvatting
| Competitie      | Totaal gespeeld | Winst Armenië | Gelijk | Winst Bosnië en Her. | Doelsaldo Armenië – Bosnië en Herz. |
| --------------- | --------------- | ------------- | ------ | -------------------- | ----------------------------------- |
| WK-kwalificatie | 2               | 0             | 0      | 2                    | 1 − 6                               |
| EK-kwalificatie | 2               | 1             | 0      | 1                    | 5 − 4                               |
| Totaal          | 4               | 1             | 0      | 3                    | 6 − 10                              |

Wedstrijden bepaald door strafschoppen worden, in lijn met de FIFA, als een gelijkspel gerekend.

## Details

### Eerste ontmoeting
| WK 2010 kwalificatie (Zenica, Bosnië en Herzegovina, 15 oktober 2008):     |       |                     |
| Bosnië en Herzegovina                                                      | 4 – 1 | Armenië             |
| Emir Spahić 31' Edin Džeko 39' Zlatan Muslimović 56' Zlatan Muslimović 89' | goals | 85' Vahagn Minasyan |

### Tweede ontmoeting
| WK 2010 kwalificatie (Jerevan, Armenië, 5 september 2009): |       |                                          |
| Armenië                                                    | 0 – 2 | Bosnië en Herzegovina                    |
|                                                            | goals | 6' Senijad Ibričić 75' Zlatan Muslimović |